# Saint-Vigor-d'Ymonville
Saint-Vigor-d'Ymonville är en kommun i departementet Seine-Maritime i regionen Normandie i norra Frankrike. Kommunen ligger i kantonen Saint-Romain-de-Colbosc som tillhör arrondissementet Le Havre. År 2022 hade Saint-Vigor-d'Ymonville 1 165 invånare.

## Befolkningsutveckling
Antalet invånare i kommunen Saint-Vigor-d'Ymonville
| Referens: INSEE |